# Station Kolbu
Station Lena was een station aan de voormalige spoorlijn Skreiabanen. Deze lijn verbond het dorp Skreia in de gemeente Østre Toten met Reinsvoll in de gemeente Vestre Toten beide tegenwoordig gelegen in fylke Innlandet in Noorwegen. Het stationsgebouw is nog aanwezig. Het oorspronkelijke station, ontworpen door Paul Armin Due ging in 2004 door brand verloren.